# Chalodeta chlosine
Chalodeta chlosine is een vlindersoort uit de familie van de prachtvlinders (Riodinidae), onderfamilie Riodininae.
Chalodeta chlosine werd in 2002 beschreven door Hall, J.